# Sea Legends
Sea legends — комп'ютерна гра для DOS, розроблена російською компанією «Mir Dialogue» (пізніше Nival Interactive) та випущена 31 травня 1996 року Ocean of America, Inc. у Сполучених Штатах Америки. Відеогра поєднує тривимірне середовище та спрайти. Sea legends — морська стратегія, в якій потрібно грати за амбітного капітана Річарда Грея, борознить хвилі Карибського моря в золотий вік піратства.